# Zîmivnîkî, Sverdlovsk
Zîmivnîkî (în ucraineană Зимівники) este un sat în comuna Provallea din raionul Sverdlovsk, regiunea Luhansk, Ucraina.

## Demografie
Componența lingvistică a localității Zîmivnîkî
     Rusă (96,24%)
     Ucraineană (2,26%)
Conform recensământului din 2001, majoritatea populației localității Zîmivnîkî era vorbitoare de rusă (96,24%), existând în minoritate și vorbitori de ucraineană (2,26%) și armeană (1,5%).